# Leonidas Sexton

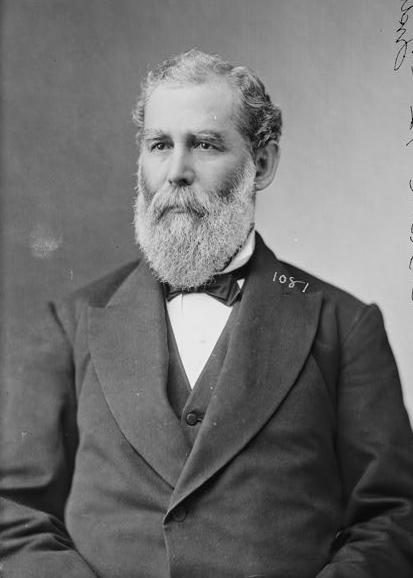
Leonidas Sexton

Leonidas Sexton (* 19. Mai 1827 in Rushville, Rush County, Indiana; † 4. Juli 1880 in Parsons, Kansas) war ein US-amerikanischer Politiker (Republikanische Partei). Er vertrat den Bundesstaat Indiana im US-Repräsentantenhaus und war dessen Vizegouverneur.
Nach dem Besuch der öffentlichen Schulen in seinem Heimatcounty schrieb sich Leonidas Sexton am Jefferson College in Canonsburg (Pennsylvania) ein und machte dort 1847 seinen Abschluss. Danach studierte er in Rushville die Rechtswissenschaften; zwischen 1848 und 1849 besuchte er außerdem die Law School in Cincinnati. Nach der Aufnahme in die Anwaltskammer von Indiana im Jahr 1850 begann er in Indiana als Jurist zu praktizieren.
Sextons politische Laufbahn begann bereits 1856 mit der Mitgliedschaft im Repräsentantenhaus von Indiana. Von Januar 1873 bis Januar 1877 war er Vizegouverneur seines Staates, womit er als Stellvertreter von Gouverneur Thomas A. Hendricks, dem späteren US-Vizepräsidenten, fungierte. Schließlich erfolgte die Wahl in den Kongress, wo er vom 4. März 1877 bis zum 3. März 1879 verblieb. Er musste sein Mandat nach erfolglosem Wiederwahlversuch an den Demokraten Jeptha D. New abtreten und starb im folgenden Jahr in Kansas.